# جیم بارت جونیور
جیم بارت جونیور (انگلیسی: Jim Barrett Jr.; ۵ نوامبر ۱۹۳۰ – ۲۱ اکتبر ۲۰۱۴) بازیکن فوتبال اهل بریتانیا بود.
از باشگاه‌هایی که در آن بازی کرده‌است می‌توان به باشگاه فوتبال ناتینگهام فارست، باشگاه فوتبال بیرمنگام سیتی، و باشگاه فوتبال وستهام یونایتد اشاره کرد.